# Angliers, Charente-Maritime
Angliers là một xã trong tỉnh Charente-Maritime tổng Courçon trong vùng Nouvelle-Aquitaine, tây nam nước Pháp. Xã Angliers, Charente-Maritime nằm ở khu vực có độ cao trung bình 6 mét trên mực nước biển.

## Dân số
| Năm  | Dân số | Mật độ |
| ---- | ------ | ------ |
| 1962 | 195    | -      |
| 1968 | 199    | -      |
| 1975 | 195    | -      |
| 1982 | 272    | -      |
| 1990 | 310    | -      |
| 1999 | 364    | 33/km² |